# Банківська система Італії

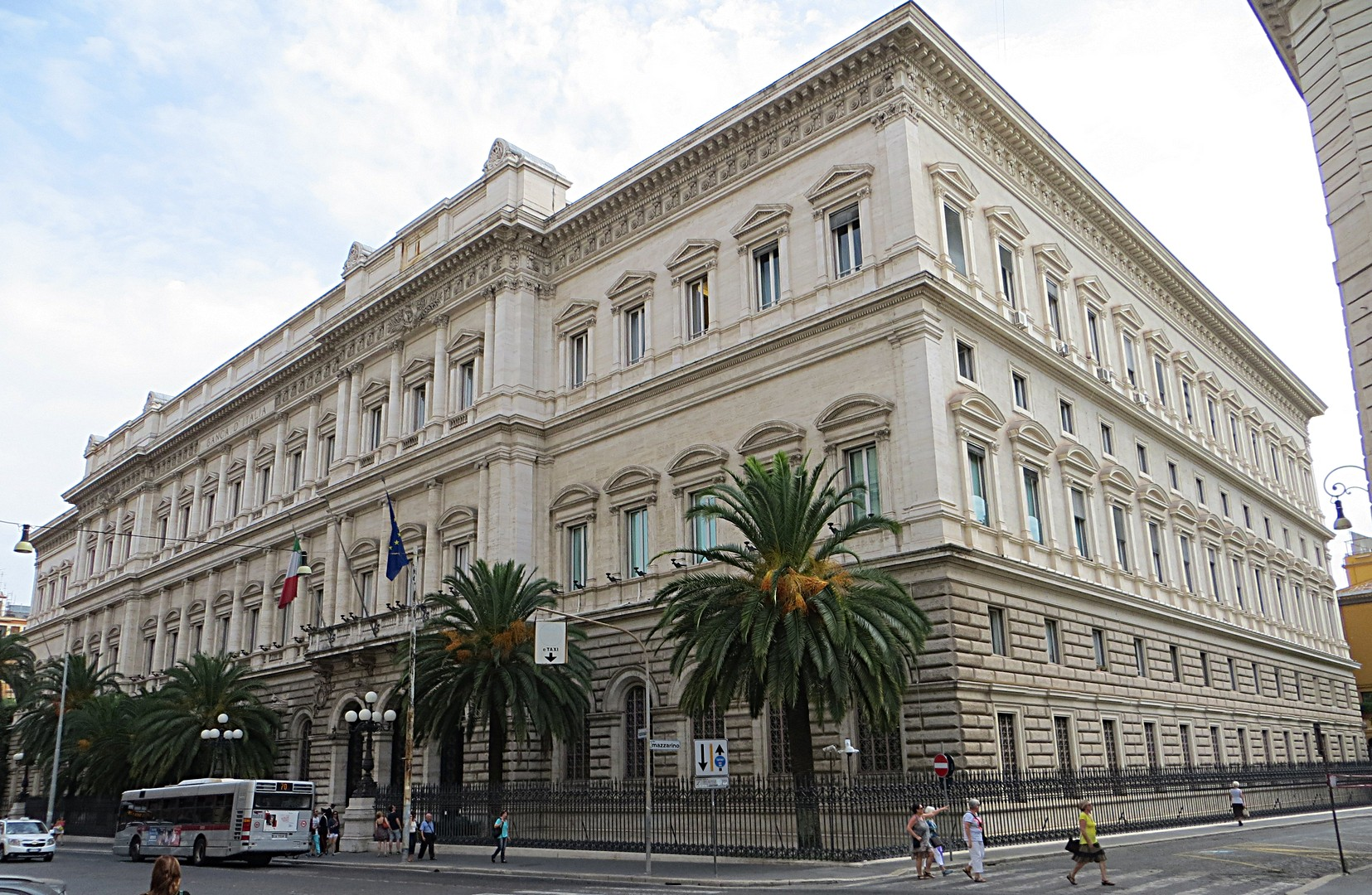
Центральним банком Італії є Банк Італії, заснований в 1893 році.

Банківська справа в Італії є однією з великих галузей  економіки Італії. В 2009 рік у в  Італії в даній галузі працювало 768 банків, діяло 33 974 відділення і було зайнято 328 582 працівника .

## Сучасна банківська система
Сучасна банківська система Італії склалася в 1920 - 1930-х роках. Кредитно-банківська система Італії складається з двох рівнів: перший рівень системи представлений центральним банком -  Банком Італії, другий рівень -  комерційними і спеціалізованими банками.

### Центральний банк Італії
Центральним банком Італії є Банк Італії, заснований в 1893 рік у. З 1926 рік а Банк Італії став єдиним банком в країні, що має право  випуску національної валюти. У тому ж році він отримав право контролю над кредитною системою країни і курсом  ліри. В 1936 рік у на підставі Закону про банківську діяльність, прийнятому в цьому ж році, на Банк Італії було покладено функції центрального банку. В даний час, у зв'язку з утворенням  Європейської системи центральних банків, Банк Італії є організацією, проводить у життя політику  Європейського центрального банку.

### Спеціалізовані банки

#### Народні банки
Народні банки (італ. banca popolare) являють собою кооперативні банки, що займаються кредитуванням малого і середнього підприємництва. У правовому відношенні на них поширюються положення, встановлені для  кооперативних установ, зокрема, обмежений розмір  паїв учасників, кожен учасник може користуватися тільки одним голосом незалежно від розмірів паю. Станом на 30 червня 2010 року в Італії діяло 103 народних банків, працювало 9 586 відділень і зайнято 83  500 осіб . Народні банки об'єднані в Національну асоціацію народних банків, а їх діяльність координується Італійським центральним інститутом народних банків.

#### Ощадні каси
Ощадні каси (італ. cassa di risparmio) в  Італії займаються акумуляцією дрібних  заощаджень населення. Перша ощадна каса  Cassa di Risparmio di Venezia  з'явилася 12 січня 1822 року в  Венеції. Згодом вони поширилися по всьому  провінціях Італії. В 1880 рік у в Італії працювало 183 каси, а в 1927 рік у їх налічувалося вже 204 . Але згодом почався процес злиття банків, що призвело до їх значного скорочення. На грудень 2010 рік а в Італії працювало 87 ощадних кас .
Основними операціями ощадних кас виступають: прийом вкладів, розрахункові  безготівкові операції, короткострокове кредит ование, що дає їм можливість бути реальними конкурентами  комерційних банків. Діяльність ощадних кас регламентована статутами, наприклад, їм заборонено займатися  спекулятивними операціями, а по  інвестицій потрібні гарантії. Вони не можуть видавати позичальникові кредит, що перевищує п'яту частину їх резервів.
Ощадні банки об'єднані в Асоціацію ощадних кас Італії (італ. Associazione delle Casse di Risparmio Italiane), яка є офіційним представником їх інтересів і здійснює консультаційні послуги.
| Великі банки Італії |                                    |                                          |
| Ранг                | Компанія                           | Ринкова капіталізація (млрд доларів США) |
| 1                   | Intesa Sanpaolo                    | 44,67                                    |
| 2                   | UniCredit                          | 43,95                                    |
| 3                   | Banca Monte dei Paschi di Siena    | 9,95                                     |
| 4                   | UBI Banca                          | 7,91                                     |
| 5                   | Banca Carige                       | 4,61                                     |
| 6                   | Banco Popolare                     | 3,94                                     |
| 7                   | Banca Popolare dell'Emilia Romagna | 3,39                                     |
| 8                   | Banca Popolare di Sondrio          | 2,91                                     |
| 9                   | Banca Popolare di Milano           | 2,42                                     |
| 10                  | Credito Emiliano                   | 2,15                                     |
| 11                  | Credito Valtellinese               | 1,34                                     |